# Szczelina na Drodze Steckiego
Szczelina na Drodze Steckiego – jaskinia w Dolinie Miętusiej w Tatrach Zachodnich. Wejście do niej znajduje się w Wielkiej Świstówce,  w zachodniej części ściany Progu Litworowego, na wysokości 1480 metrów n.p.m. Długość jaskini wynosi 6 metrów, a jej deniwelacja 2 metry.

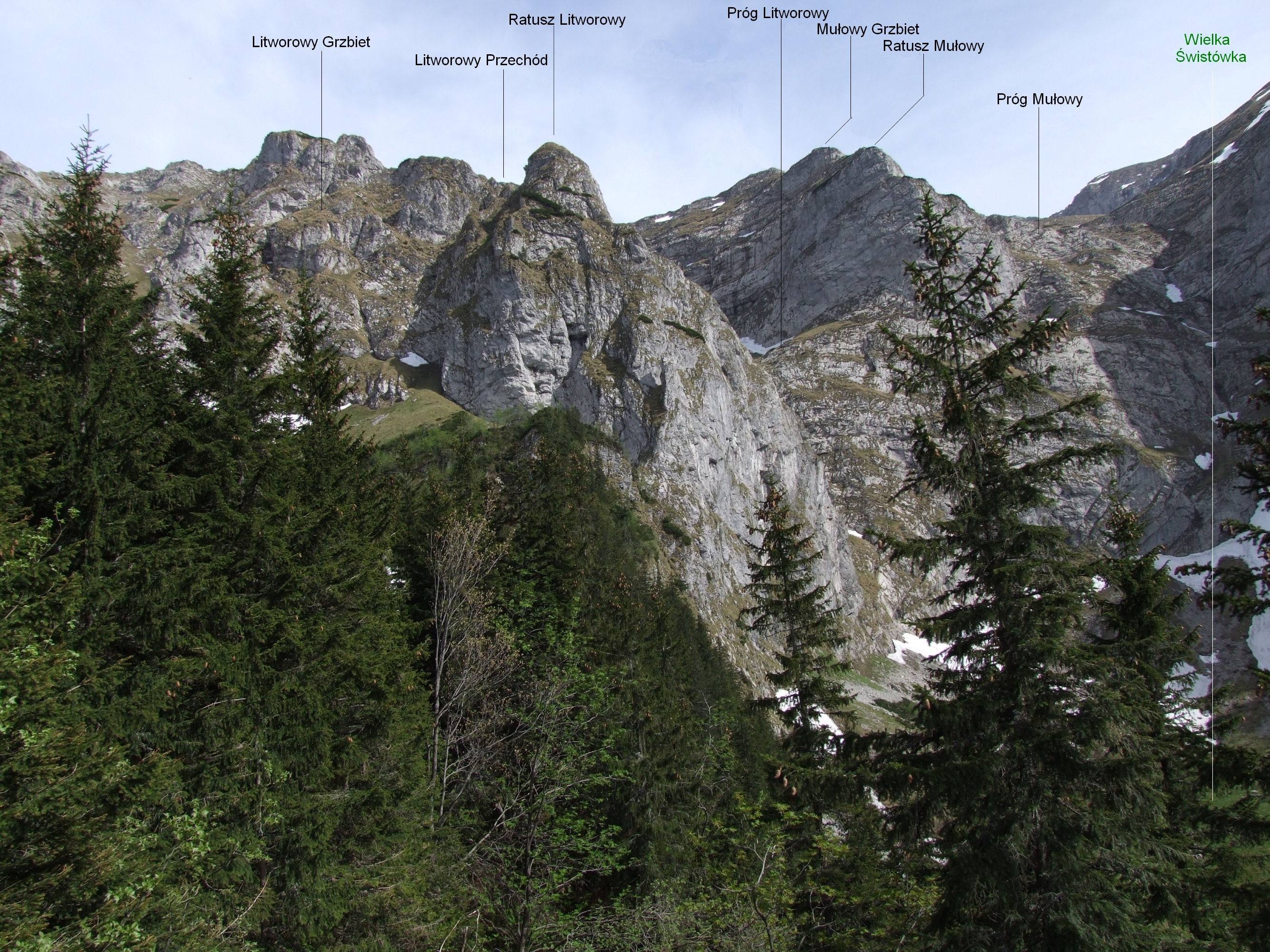
Próg Litworowy w Dolinie Miętusiej

## Opis jaskini
Jaskinię stanowi wąski, szczelinowy, idący do góry korytarzyk zaczynający się w małym, szczelinowym otworze wejściowym i kończący po 6 metrach.

## Przyroda
W jaskini brak jest nacieków. Ściany są suche, rosną na nich glony i mchy.

## Historia odkryć
Jaskinię odkryli K. Stecki (jr.) i towarzysze podczas wspinaczki ścianą Progu Litworowego w 1957 roku. Pierwszy jej plan i opis sporządził R.M. Kardaś przy pomocy R. Kardaś w 1995 roku.